# Вакед, Амр
Амр Ваке́д (англ. Amr Waked, араб. عمرو واكد‎, род. 12 апреля 1973, Каир) — египетский телевизионный, театральный и киноактёр, который наиболее известен по исполнению ролей восточных и средиземноморских персонажей. Международной общественности он наиболее известен по ролям в фильмах «Сириана» (2005), «Рыба моей мечты» (2012) и «Люси» (2014), а также по сериалу «Марко Поло» (2014).

## Биография
Вакед родился 12 апреля 1973 года в Каире, Египет. Он окончил Американский университет в Каире и играл в театре с 1992 по 2002 год. Изначально он только подрабатывал в качестве актёра, полагаясь на свою основную работу биржевого трейдера, прежде чем полностью посвятить себя карьере актёра. Вакед присоединился к протестам против египетского правительства в 2011 году, а также протестам против Мухаммеда Мурси в июне 2013 года.

## Карьера
Первую значительную роль Вакед сыграл в фильме «Мы друзья или это только бизнес» (2002); критики написали, что он настолько хорошо сыграл роль Джехада, что многие зрители, покидавшие кинотеатры, думали, что она на самом деле является палестинским актёром, а не египетским. Первую ведущую роль он исполнил в фильме «Рыбий хвост» (2003), а в 2005 году он поработал с Джорджем Клуни на съёмочной площадке фильма «Сириана», за что в 2006 году получил специальный приз Каирского международного кинофестиваля. Вакед присоединился к актёрскому составу египетского телесериала «Критические моменты» в 2007 году, снявшись в 32-х эпизодах первого сезона .
В 2008 году Вакед появился в мини-сериале BBC/HBO «Дом Саддама», сыграв Хусейна Камеля, зятя Саддама Хусейна. Так как ведущая роль Саддама Хусейна была сыграна израильским актёром Игалом Наором, Вакед столкнулся с наказанием со стороны египетской гильдии актёров, которая выступала против нормализации отношений с Израилем. Профсоюз угрожал ему запретом на участие во всех проектах в Египте .
В 2009 году Вакед был соведущим 33-го Каирского международного кинофестиваля, а в 2010 году он вновь появился в телесериале «Критические моменты». В фильме «Заражение» (2011) он сыграл с голливудскими звёздами Мэттом Деймоном, Джудом Лоу, Кейт Уинслет и Гвинет Пэлтроу, а также сыграл с Юэном Макгрегором, Эмили Блант и Кристин Скотт Томас в британском фильме «Рыба моей мечты» (2012) и со Скарлетт Йоханссон и Морганом Фрименом в «Люси» (2014).